# Amos Joel
Amos Edward Joel, Jr. (Philadelphia, 12 maart 1918 – Maplewood (New Jersey), 25 oktober 2008) was een Amerikaans elektrotechnicus. Hij is vooral bekend van zijn werk op het gebied van mobiele telefonie en dan met name zijn methode van 'call handover' schakelen.

## Biografie
Joel bracht zijn jeugd deels door in New York, waar hij slaagde aan de DeWitt Clinton High School in de Bronx. Hij verkreeg zowel zijn bachelor (B.Sc.) in 1940 als zijn master (M.Sc.) in 1942 aan de Massachusetts Institute of Technology (MIT), waar hij onder andere werkte aan de door Rockefeller gesubsidieerde differentiaalanalysator (project geleid door Vannevar Bush). Zijn proefschrift betrof het functioneel ontwerp van relais- en schakelsystemen met Samuel Caldweld als promotor.
Van 1940 tot 1983 was Joel verbonden aan Bell Labs. Tijdens de Tweede Wereldoorlog ontwierp hij elektronische schakelingen voor de eerste digitale computers en speelde hij een belangrijke sleutelrol in de studie naar cryptologie (in samenwerking met Claude Shannon) en de creatie van encryptiemachines voor militaire doeleinden. Later voerde hij een studie uit naar elektronische schakelsystemen dat zou resulteren in de 1ESS-schakelaar.
Hij gaf leiding aan de ontwikkeling van geavanceerde telefoondiensten (1961-68), wat leidde tot verscheidene octrooien, waaronder één over "Traffic Service Position System" en een voor een schakelmechanisme voor cellulaire mobiele telefonie (1972). Na zijn pensionering in 1983 werkte hij parttime als consultant voor AT&T, waar hij technieken ontwikkelde voor optisch schakelen. Hij overleed op 90-jarige leeftijd.

## Mobiele telefonie
Er bestonden mobiele telefoons (autotelefoons) voor 1970, maar die leverden een aantal problemen op. Bij mobiele telefonie is het netwerk opgedeeld in vele ‘cellen’ met ieder een eigen basisstation. Een van de problemen was dat de verbinding verbroken werd op het moment dat de beller buiten het bereik kwam van zijn cel.
In 1972 kwam Joel met de oplossing – het 'call handover' schakelsysteem. Dit is een elektronisch systeem die ervoor zorgt dat de verbinding automatisch wordt ‘doorgegeven’ aan de andere cel. Dankzij deze uitvinding werd mobiele telefonie praktisch toepasbaar omdat vanaf nu bellers zich vrijelijk konden verplaatsen door het netwerk terwijl de verbinding in stand bleef.

## Erkenning
Voor zijn bijdragen op het gebied van telefonie en mobiele communicatie verkreeg Joel diverse belangrijke prijzen en onderscheidingen, waaronder onder andere:
- 1976 – IEEE Alexander Graham Bell Medal
- 1981 – Stuart Ballantine Medal van het Franklin Institute
- 1981 – National Academy of Engineering
- 1989 – Kyoto-prijs
- 1992 – IEEE Medal of Honor
- 1993 – National Medal of Technology
- 2008 – National Inventors Hall of Fame